# Arnošt
Arnošt (IPA: aʀnɔʃt) ist ein männlicher Vorname. Es ist die obersorbische und tschechische Form des Namens Ernst.
Für weitere Informationen zum Namen siehe den Hauptartikel Ernst (Vorname).

## Bekannte Namensträger
- Arnošt Bart-Brězynčanski (1870–1956), sorbischer Politiker
- Arnošt Černik (1910–1988), sorbischer Lehrer und Statistiker
- Arnošt Heidrich (1889–1968), tschechoslowakischer Diplomat und Außenpolitiker
- Arnošt Herman (1871–1940), sorbischer Jurist und Minderheitenpolitiker
- Arnošt Kreuz (1912–1974), tschechoslowakischer Fußballspieler
- Arnošt Lustig (1926–2011), tschechischer Schriftsteller
- Arnošt Muka (1854–1932), sorbischer Schriftsteller und Volkskundler
- Arnošt Konstantin Růžička (1761–1845), Bischof von Budweis
- Arnošt Wiesner (1890–1971), tschechoslowakischer Architekt
- Inocenc Arnošt Bláha (1879–1960), tschechischer Soziologe, Philosoph und Pädagoge
- Jan Arnošt Frejšlag (1869–1951), sorbischer Komponist
- Jan Arnošt Smoler (1816–1884), sorbischer Philologe, Schriftsteller und Verleger